# Coelotes enasanus
Coelotes enasanus là một loài nhện trong họ Amaurobiidae.
Loài này thuộc chi Coelotes. Coelotes enasanus được miêu tả năm 2009 bởi Nishikawa.